# Plethadenia granulata
Plethadenia granulata là một loài thực vật có hoa trong họ Cửu lý hương. Loài này được (Krug & Urb.) Urb. miêu tả khoa học đầu tiên năm 1912.